# Collège international de philosophie
Das Collège international de philosophie (Ciph) im 5. Arrondissement von Paris ist eine offene Akademie, die 1983 von Jacques Derrida, François Châtelet, Jean-Pierre Faye und Dominique Lecourt gegründet wurde, um in Frankreich die Möglichkeiten für philosophische Forschung und Lehre jenseits der traditionellen Formen in der Universität und auf dem Gymnasium (Lycée) zu verbessern. Diese Gründung setzte die Reflexion fort, die sich in den États généraux de la philosophie (1979), an denen sich Derrida beteiligt hatte, manifestiert hatte.
Die Institution ist dem Gesetz über Vereinigungen von 1901 unterworfen und erhält finanzielle Zuwendungen von der Regierung. Der Besuch der Veranstaltungen steht jedermann offen. Teilnehmer können das Diplom Diplôme du Collège international de philosophie erhalten, das jedoch kein Universitätsdiplom ist.

## Hintergrund
Angesichts der Drohung, den Unterricht in Philosophie am Lycée abzuschaffen, war Derrida eigenen Angaben zufolge vom Studienzentrum Cerisy-la-Salle (Centre Culturel International de Cerisy) dazu inspiriert worden, diese neue Institution zu gründen.
Die Gründung hatte demzufolge „einen Ursprung, der nicht auf die Regierung zurückgeht, mit einer internationalen Reichweite, es ist eine Institution, die nicht als Opposition gemeint ist, sondern die ausgleichen, in Frage stellen, öffnen und die Ränder besetzen soll; wo man weniger gängige oder in der Universität noch nicht legitimierte Ansätze, neue Objekte, neue Themen, neue Felder bevorzugt; wo mehr von den Zwischenräumen der akademischen Disziplinen als von diesen selbst die Rede ist.“

## Gewählte Direktoren
- Jacques Derrida
- Philippe Lacoue-Labarthe
- François Jullien

## Dozenten, die am Collège gelehrt haben (Auswahl)
Der genaue Titel der Dozenten ist „Directeur de programme“. Damit wollte Derrida einen Unterschied zur Universität markieren. Die Direktoren werden aufgrund eines offenen Wettbewerbs, nachdem sie ein Programm präsentiert haben, für sechs Jahre gewählt und können nicht wieder gewählt werden. Die Anzahl der Direktoren ist begrenzt.
| - Giorgio Agamben - Éric Alliez - Alain Badiou - Sidi Mohamed Barkat - Antoine Berman | - Patrick Berthier - Barbara Cassin - François Châtelet - Hélène Cixous - Joseph Cohen | - Jacques Derrida - Dany-Robert Dufour - Roger-Pol Droit - Lucette Finas - José Gil | - François Laruelle - René Major - Jacques Rancière - Françoise Proust - François Jullien | - Jean-Clet Martin - Jean-Claude Milner - Pierre Péju - Philippe-Joseph Salazar - Pierre-André Taguieff |

## Nachweise
1. ↑  vgl. États généraux de la philosophie (16 et 17 juin 1979), Paris: Flammarion, 1979
2. ↑   Archivlink (Memento vom 12. Februar 2001 im Internet Archive)
3. ↑   Derrida: "d’origine non gouvernementale, à portée internationale, une institution qui n’est pas destinée à s’opposer, mais à équilibrer, à questionner, à ouvrir, à occuper les marges ; où l’on privilégie des approches peu fréquentes ou point encore légitimées dans l’université, de nouveaux objets, de nouveaux thèmes, de nouveaux champs ; où l’on traite des intersections plus que des disciplines académiques"  Interview mit Derrida (Memento vom 17. Juni 2006 im Internet Archive)